# Västbo härads valkrets
Västbo härads valkrets var vid riksdagsvalen till andra kammaren 1866–1908 en egen valkrets med ett mandat. Valkretsen omfattade Västbo härad i Jönköpings län. Valkretsen avskaffades vid övergången till proportionellt valsystem i valet 1911, då området uppgick i Jönköpings läns västra valkrets.

## Riksdagsmän
- Peter Germundsson (1/1–18/1 1867; inställde sig inte)
- Carl Johan Kjellman, lmp (6/5 1867–1875)
- Lars Johan Larsson, lmp (1876–1884)
- Anders Andersson, lmp 1885–1887, nya lmp 1888–1893 (1885–1893)
- Gustaf Hazén, nya lmp 1894, lmp 1895–1909 (1894–1909)
- Bernhard Nilsson, lmp (1910–1911)

## Valresultat

### 1896
| Andrakammarvalet i Sverige 1896: Västbo härads valkrets | Andrakammarvalet i Sverige 1896: Västbo härads valkrets | Andrakammarvalet i Sverige 1896: Västbo härads valkrets | Andrakammarvalet i Sverige 1896: Västbo härads valkrets | Andrakammarvalet i Sverige 1896: Västbo härads valkrets |
| Kandidat                                                | Kandidat                                                | Röster                                                  | Röster                                                  | Röster                                                  |
| Kandidat                                                | Kandidat                                                | Antal                                                   | %                                                       | +− %                                                    |
| ------------------------------------------------------- | ------------------------------------------------------- | ------------------------------------------------------- | ------------------------------------------------------- | ------------------------------------------------------- |
|                                                         | Gustaf Hazén                                            | 600                                                     | 41,3                                                    |                                                         |
|                                                         | L.A. Haraldsson i Ekenäs (liberal)                      | 363                                                     | 25,0                                                    |                                                         |
|                                                         | Övriga kandidater                                       | 489                                                     | 33,7                                                    | —                                                       |
| Antal giltiga röster                                    | Antal giltiga röster                                    | 1 452                                                   |                                                         |                                                         |
| Kasserade röster                                        | Kasserade röster                                        | 9                                                       |                                                         |                                                         |
| Totalt                                                  | Totalt                                                  | 1 461                                                   |                                                         |                                                         |

### 1899
| Andrakammarvalet i Sverige 1899: Västbo härads valkrets | Andrakammarvalet i Sverige 1899: Västbo härads valkrets | Andrakammarvalet i Sverige 1899: Västbo härads valkrets | Andrakammarvalet i Sverige 1899: Västbo härads valkrets | Andrakammarvalet i Sverige 1899: Västbo härads valkrets |
| Kandidat                                                | Kandidat                                                | Röster                                                  | Röster                                                  | Röster                                                  |
| Kandidat                                                | Kandidat                                                | Antal                                                   | %                                                       | +− %                                                    |
| ------------------------------------------------------- | ------------------------------------------------------- | ------------------------------------------------------- | ------------------------------------------------------- | ------------------------------------------------------- |
|                                                         | Gustaf Hazén                                            | 860                                                     | 63,0                                                    | ▲21,7                                                   |
|                                                         | L.A. Haraldsson i Ekenäs (fp)                           | 344                                                     | 25,2                                                    | ▲0,2                                                    |
|                                                         | Övriga kandidater                                       | 161                                                     | 11,8                                                    | —                                                       |
| Antal giltiga röster                                    | Antal giltiga röster                                    | 1 365                                                   |                                                         |                                                         |
| Kasserade röster                                        | Kasserade röster                                        | 13                                                      |                                                         |                                                         |
| Totalt                                                  | Totalt                                                  | 1 378                                                   |                                                         |                                                         |

### 1902
| Andrakammarvalet i Sverige 1902: Västbo härads valkrets | Andrakammarvalet i Sverige 1902: Västbo härads valkrets | Andrakammarvalet i Sverige 1902: Västbo härads valkrets | Andrakammarvalet i Sverige 1902: Västbo härads valkrets | Andrakammarvalet i Sverige 1902: Västbo härads valkrets |
| Kandidat                                                | Kandidat                                                | Röster                                                  | Röster                                                  | Röster                                                  |
| Kandidat                                                | Kandidat                                                | Antal                                                   | %                                                       | +− %                                                    |
| ------------------------------------------------------- | ------------------------------------------------------- | ------------------------------------------------------- | ------------------------------------------------------- | ------------------------------------------------------- |
|                                                         | Gustaf Hazén                                            | 735                                                     | 63,6                                                    | ▲0,6                                                    |
|                                                         | Närmaste kandidat                                       | 306                                                     | 26,5                                                    |                                                         |
|                                                         | Övriga kandidater                                       | 115                                                     | 9,9                                                     | —                                                       |
| Antal giltiga röster                                    | Antal giltiga röster                                    | 1 156                                                   |                                                         |                                                         |
| Kasserade röster                                        | Kasserade röster                                        | 4                                                       |                                                         |                                                         |
| Totalt                                                  | Totalt                                                  | 1 160                                                   |                                                         |                                                         |

### 1905
| Andrakammarvalet i Sverige 1905: Västbo härads valkrets | Andrakammarvalet i Sverige 1905: Västbo härads valkrets | Andrakammarvalet i Sverige 1905: Västbo härads valkrets | Andrakammarvalet i Sverige 1905: Västbo härads valkrets | Andrakammarvalet i Sverige 1905: Västbo härads valkrets |
| Kandidat                                                | Kandidat                                                | Röster                                                  | Röster                                                  | Röster                                                  |
| Kandidat                                                | Kandidat                                                | Antal                                                   | %                                                       | +− %                                                    |
| ------------------------------------------------------- | ------------------------------------------------------- | ------------------------------------------------------- | ------------------------------------------------------- | ------------------------------------------------------- |
|                                                         | Gustaf Hazén                                            | 1 122                                                   | 66,3                                                    | ▲2,7                                                    |
|                                                         | L.A. Haraldsson i Ekenäs                                | 563                                                     | 33,3                                                    |                                                         |
|                                                         | Övriga kandidater                                       | 7                                                       | 0,4                                                     | —                                                       |
| Antal giltiga röster                                    | Antal giltiga röster                                    | 1 692                                                   |                                                         |                                                         |
| Kasserade röster                                        | Kasserade röster                                        | 7                                                       |                                                         |                                                         |
| Totalt                                                  | Totalt                                                  | 1 699                                                   |                                                         |                                                         |

### 1908
| Andrakammarvalet i Sverige 1908: Västbo härads valkrets | Andrakammarvalet i Sverige 1908: Västbo härads valkrets | Andrakammarvalet i Sverige 1908: Västbo härads valkrets | Andrakammarvalet i Sverige 1908: Västbo härads valkrets | Andrakammarvalet i Sverige 1908: Västbo härads valkrets |
| Kandidat                                                | Kandidat                                                | Röster                                                  | Röster                                                  | Röster                                                  |
| Kandidat                                                | Kandidat                                                | Antal                                                   | %                                                       | +− %                                                    |
| ------------------------------------------------------- | ------------------------------------------------------- | ------------------------------------------------------- | ------------------------------------------------------- | ------------------------------------------------------- |
|                                                         | Gustaf Hazén                                            | 1 121                                                   | 69,1                                                    | ▲2,8                                                    |
|                                                         | Salomon Malkolm Petersson (liberal)                     | 495                                                     | 30,5                                                    |                                                         |
|                                                         | Övriga kandidater                                       | 7                                                       | 0,4                                                     | —                                                       |
| Antal giltiga röster                                    | Antal giltiga röster                                    | 1 623                                                   |                                                         |                                                         |
| Kasserade röster                                        | Kasserade röster                                        | 5                                                       |                                                         |                                                         |
| Totalt                                                  | Totalt                                                  | 1 628                                                   |                                                         |                                                         |